# Lancer du javelot masculin aux Jeux olympiques de 1908
Pour un article plus général, voir Athlétisme aux Jeux olympiques de 1908.
Navigation
Stockholm 1912
L'épreuve du lancer du javelot masculin aux Jeux olympiques de 1908 s'est déroulée le 17 juillet 1908 au White City Stadium de Londres, au Royaume-Uni. Elle est remportée par le Suédois Eric Lemming.
Il s'agit de la première épreuve de lancer de javelot disputé dans le cadre des Jeux olympiques.

## Résultats
| Rang               | Athlète            | Pays            | Marque     |
| ------------------ | ------------------ | --------------- | ---------- |
| Médaille d'or      | Eric Lemming       | Suède           | 54,83 m WR |
| Médaille d'argent  | Arne Halse         | Norvège         | 50,57 m    |
| Médaille de bronze | Otto Nilsson       | Suède           | 47,11 m    |
| 4                  | Aarne Salovaara    | Finlande        | 45,89 m    |
| 5                  | Armas Pesonen      | Finlande        | 45,18 m    |
| 6                  | Juho Halme         | Finlande        | 44,96 m    |
| 7                  | Jalmari Sauli      | Finlande        | Inconnu    |
| 8-16               | Carl Bechler       | Allemagne       | Inconnu    |
| 8-16               | Evert Jakobsson    | Finlande        | Inconnu    |
| 8-16               | Jarl Jakobsson     | Finlande        | Inconnu    |
| 8-16               | John Johansen      | Norvège         | Inconnu    |
| 8-16               | Henry Leeke        | Grande-Bretagne | Inconnu    |
| 8-16               | Ernest May         | Grande-Bretagne | Inconnu    |
| 8-16               | Jimmy Tremeer      | Grande-Bretagne | Inconnu    |
| 8-16               | Hugo Wieslander    | Suède           | Inconnu    |
| 8-16               | Charalambos Zouras | Grèce           | Inconnu    |